# Gareth Penny
Gareth Penny (* 24. prosince 1962 Jihoafrická republika) je jihoafricko-britský podnikatel. V Česku je znám především pro své působení ve vedení OKD. Od roku 2012 do roku 2016 byl generálním ředitelem holandské společnosti NWR, jejíž dceřinou společností byly Ostravsko-karvinské doly. V roce 2016 komunikoval s tehdejším ministrem financí Andrejem Babišem o druhé vlně státní podpory a následném prodeji OKD zpět do rukou státu. Stejného roku rezignoval Penny na svou funkci generálního ředitele NWR. OKD byla roku 2017 odkoupena státem a připadla pod státní firmu Prisko a.s.

## Vzdělání
Gareth Penny absolvoval Eton College a poté vystudoval magisterské studium politologie, filosofie a ekonomie na Oxfordské univerzitě.

## Těžba
Gareth pracoval v různých formách těžby téměř tři desetiletí. Mezi lety 1988 a 2010 pracoval ve společnosti De Beers, z nich posledních pět let byl generálním ředitelem skupiny De Beers. Byl hlavním architektem změny obchodního modelu společnosti De Beers, který významně změnil chod společnosti i celý diamantový průmysl.
Gareth Penny byl také předsedou Pangolin Diamonds. Společnosti zabývající se těžbou a zpracováváním diamantů v Botswaně.
Od roku 2012 do května 2016 byl Gareth Penny výkonným předsedou představenstva společnosti New World Resources (NWR), jednoho z největších evropských producentů uhlí. NWR produkovala koksové a tepelné uhlí pro ocelářský a energetický sektor ve střední Evropě prostřednictvím své dceřiné společnosti OKD, jediným producentem černého uhlí v České republice.
Od počátku roku 2016 měla NWR problémy v důsledku celosvětově klesající ceny uhlí. I přesto, že Gareth Penny předpověděl že OKD brzy dojdou peníze, nepodařilo se mu domluvit s tehdejší vládou (ministr financí Andrej Babiš) na dostatečné státní podpoře podniku a 3. května 2016 byla OKD nucena podat insolvenční návrh na sebe sama u Krajského soudu v Ostravě. Krátce na to oznámil Gareth Penny odstoupení z funkce výkonného předsedy NWR, kterou nezastává od konce května 2016. Společně s ním odešli další tři členové představenstva. Po Pennyho odchodu z firmy stouply světové ceny uhlí, čímž začala být OKD v rukou státu opět výdělečná. Podle serveru idnes si během svého působení v OKD vydělal přes 48 milionů korun.
Gareth Penny je předsedou společnosti Norsilk Nickel, největším světovým výrobcem niklu a palladia a jedním z předních výrobců platiny a mědi. MMC Norilsk Nickel je největší těžařská a kovodělná společnost v Rusku a je uvedena na burze v Moskvě. Majitelé Nornickel jsou Vladimir Potatin, Oleg Deripaska a Roman Abramovič, kteří jsou úzce spjatí s ruským prezidentem Vladimírem Putinem.

## Bankovnictví
Od roku 2007 byl Gareth Penny členem představenstva společnosti Julius Bär, švýcarské soukromé banky. Pracoval také v TowerBrook Capital Partners (TCP), která je investiční společností v New Yorku a Londýně.

## Maloobchodní prodej
Gareth Penny byl předsedou Edcon Group, největšího nepotravinářského maloobchodního prodejce v Jihoafrické republice, který má téměř dvojnásobný tržní podíl oblečení a bot v porovnání se svým nejbližším konkurentem.

## Další aktivity
Gareth Penny byl pravidelně hostujícím přednášejícím na programech MBA a Sloane.
V roce 2003 byl zvolen osobností roku, autorským časopisem JCK (Jewelers Circular Keystone) a je držitelem čestného členství v londýnské Diamond Brouse. Při mnoha příležitostech byl zařazen do publikace “South Africa's Leading Business Managers” (“Vedoucí obchodní manažeři Jihoafriské republiky”).